# Tenos
Tenos es una isla griega del archipiélago de las Cícladas, en aguas del mar Egeo, así como el nombre de una población de la isla que existe desde la Antigüedad. Tiene una superficie de unos 195 km² y una población de  8934 habitantes en 2011 (a la que corresponde una densidad de 44 hab./km²).

## Historia
Tenos fue citada, además de en inscripciones antiguas, por Heródoto. Tucídides la menciona como súbdita y tributaria de Atenas, y Estrabón destaca que, a pesar de que la ciudad no era grande, era famoso su santuario de Poseidón.
En el año 1207 fue tomada por Andrea Ghisi y perteneció a la Serenísima República de Venecia hasta que, en el año 1715, fue conquistada por los turcos. En 1822 pasó a formar parte de la Primera República helénica. Debido al largo periodo de dominación veneciana, la mayor parte de la población es católica.

## Panagía Evangelístria
En Tenos se encuentra el santuario de Panagía Evangelístria, donde acuden muchos peregrinos, principalmente griegos y creyentes de la Iglesia ortodoxa. La tradición señala que la monja Pelagia soñó que la Virgen María le revelaba el lugar donde estaba enterrado un icono. En el lugar donde, en el año 1823, se encontró enterrado este icono se construyó una iglesia para custodiarlo. Existe la creencia de que el icono, que representa a María de rodillas en oración frente al arcángel Gabriel, realiza curaciones milagrosas.